# Campeonato Peruano de Fútbol de 1939
El Campeonato Peruano de Fútbol de 1939, denominado como «XXIII Campeonato de la División de Honor de la Liga Nacional de Football», fue la edición número 23 de la Primera División del Perú y la 13° en la era de la FPF; y tuvo ocho equipos participantes con el sistema de todos contra todos en dos ruedas. El campeón nacional fue el Universitario de Deportes, consiguiendo así su tercera estrella.

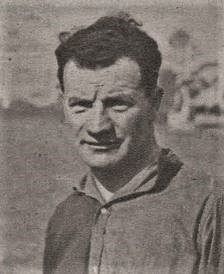
El equipo crema fue dirigido por el inglés Jack Greenwell quién había salido campeón al mando de la selección de fútbol del Perú en la Copa América 1939, convirtiéndose así en uno de los entrenadores más históricos del futbol sudamericano.

## Formato
El torneo se jugó a dos ruedas y se otorgaba tres puntos por partido ganado, dos puntos por partido empatado y un punto por partido perdido. G: 3, E: 2, P: 1, walkover: 0.

## Ascensos y descensos
| Posición | Ganador de final entre campeones de · Lima y de Callao de 1938 |
| -------- | -------------------------------------------------------------- |
| 1º       | Atlético Córdoba                                               |

| Posición | Descendido de Primera División 1938 |
| -------- | ----------------------------------- |
| 8º       | Alianza Lima                        |
| 9º       | Progresista Apurímac                |

## Equipos participantes
| Club                      | Ciudad |
| ------------------------- | ------ |
| Atlético Chalaco          | Callao |
| Atlético Córdoba          | Lima   |
| Ciclista Lima             | Lima   |
| Deportivo Municipal       | Lima   |
| Sport Boys                | Callao |
| Sporting Tabaco           | Lima   |
| Sucre FBC                 | Lima   |
| Universitario de Deportes | Lima   |

## Tabla de posiciones
| P | Equipo                    | PJ | PG | PE | PP | GF | GC | DG  | PTS |
| - | ------------------------- | -- | -- | -- | -- | -- | -- | --- | --- |
| 1 | Universitario de Deportes | 14 | 9  | 3  | 2  | 32 | 14 | +18 | 35  |
| 2 | Sucre FBC                 | 14 | 6  | 6  | 2  | 24 | 21 | +3  | 32  |
| 3 | Deportivo Municipal       | 14 | 7  | 3  | 4  | 32 | 22 | +10 | 31  |
| 4 | Sporting Tabaco           | 14 | 5  | 4  | 5  | 27 | 26 | +1  | 28  |
| 5 | Ciclista Lima             | 14 | 6  | 2  | 6  | 21 | 24 | -3  | 28  |
| 6 | Atlético Chalaco          | 14 | 4  | 3  | 7  | 24 | 25 | -1  | 25  |
| 7 | Sport Boys                | 14 | 3  | 5  | 6  | 21 | 26 | -5  | 25  |
| 8 | Atlético Córdoba          | 14 | 2  | 2  | 10 | 20 | 43 | -23 | 20  |

|  | Campeón  |
|  | Descenso |

## Resultados
Todos los partidos se jugaron en el Antiguo Estadio Nacional de Lima y en el Estadio Modelo de Bellavista del Callao.
| Local \ Visitante   | CHA | COR | CIC | MUN | SBA | TAB | SUC | UNI |
| ------------------- | --- | --- | --- | --- | --- | --- | --- | --- |
| Atlético Chalaco    |     | 1–0 | 0–1 | 4–1 | 2–2 | 0–2 | 1–3 | 0–1 |
| Atlético Córdoba    | 1–6 |     | 1–2 | 3–5 | 2–0 | 1–1 | 0–0 | 1–7 |
| Ciclista Lima       | 6–2 | 1–2 |     | 1–2 | 1–1 | 2–6 | 0–1 | 2–1 |
| Deportivo Municipal | 1–1 | 5–2 | 5–0 |     | 3–2 | 0–1 | 3–0 | 2–0 |
| Sport Boys          | 2–1 | 4–3 | 0–1 | 1–1 |     | 3–0 | 1–1 | 0–2 |
| Sporting Tabaco     | 1–3 | 4–2 | 1–3 | 2–2 | 2–0 |     | 1–1 | 3–5 |
| Sucre               | 3–3 | 3–2 | 2–1 | 3–1 | 4–2 | 2–2 |     | 1–1 |
| Universitario       | 1–0 | 4–0 | 0–0 | 2–1 | 3–3 | 2–1 | 3–0 |     |

#### Fecha 1
Los partidos se jugaron el 20 de agosto de 1939.
| Equipo 1            | Resultado | Equipo 2         |
| ------------------- | --------- | ---------------- |
| Deportivo Municipal | 1–1       | Atlético Chalaco |
| Sporting Tabaco     | 4–2       | Atlético Córdoba |
| Universitario       | 3–0       | Sucre            |
| Sport Boys          | 0–1       | Ciclista Lima    |

#### Fecha 2
Los partidos se jugaron el 27 y 30 de agosto de 1939.
| Equipo 1            | Resultado | Equipo 2         |
| ------------------- | --------- | ---------------- |
| Deportivo Municipal | 2–0       | Universitario    |
| Sport Boys          | 4–3       | Atlético Córdoba |
| Sporting Tabaco     | 1–3       | Atlético Chalaco |
| Ciclista Lima       | 0–1       | Sucre            |

#### Fecha 3
Los partidos se jugaron el 3 de septiembre de 1939.
| Equipo 1            | Resultado | Equipo 2         |
| ------------------- | --------- | ---------------- |
| Universitario       | 0–0       | Ciclista Lima    |
| Deportivo Municipal | 0–1       | Sporting Tabaco  |
| Atlético Chalaco    | 1–0       | Atlético Córdoba |
| Sport Boys          | 1–1       | Sucre            |

#### Fecha 4
Los partidos se jugaron el 10 de septiembre de 1939.
| Equipo 1         | Resultado | Equipo 2            |
| ---------------- | --------- | ------------------- |
| Sporting Tabaco  | 1–1       | Sucre               |
| Atlético Chalaco | 0–1       | Ciclista Lima       |
| Universitario    | 3–3       | Sport Boys          |
| Atlético Córdoba | 3–5       | Deportivo Municipal |

#### Fecha 5
Los partidos se jugaron el 17 de septiembre de 1939.
| Equipo 1         | Resultado | Equipo 2            |
| ---------------- | --------- | ------------------- |
| Ciclista Lima    | 1–2       | Deportivo Municipal |
| Atlético Chalaco | 0–1       | Universitario       |
| Sporting Tabaco  | 2–0       | Sport Boys          |
| Sucre            | 3–2       | Atlético Córdoba    |

#### Fecha 6
Los partidos se jugaron el 24 de septiembre de 1939.
| Equipo 1            | Resultado | Equipo 2         |
| ------------------- | --------- | ---------------- |
| Ciclista Lima       | 1–2       | Atlético Córdoba |
| Deportivo Municipal | 3–0       | Sucre            |
| Atlético Chalaco    | 2–2       | Sport Boys       |
| Universitario       | 2–1       | Sporting Tabaco  |

#### Fecha 7
Los partidos se jugaron el 1 de octubre de 1939.
| Equipo 1        | Resultado | Equipo 2            |
| --------------- | --------- | ------------------- |
| Universitario   | 4–0       | Atlético Córdoba    |
| Sucre           | 3–3       | Atlético Chalaco    |
| Sporting Tabaco | 1–3       | Ciclista Lima       |
| Sport Boys      | 1–1       | Deportivo Municipal |

#### Fecha 8
Los partidos se jugaron el 8 de octubre de 1939.
| Equipo 1            | Resultado | Equipo 2         |
| ------------------- | --------- | ---------------- |
| Sport Boys          | 1–1       | Ciclista Lima    |
| Universitario       | 1–1       | Sucre            |
| Atlético Córdoba    | 1–1       | Sporting Tabaco  |
| Deportivo Municipal | 1–4       | Atlético Chalaco |

#### Fecha 9
Los partidos se jugaron el 12 y 15 de octubre de 1939.
| Equipo 1            | Resultado | Equipo 2         |
| ------------------- | --------- | ---------------- |
| Atlético Córdoba    | 2–0       | Sport Boys       |
| Deportivo Municipal | 1–2       | Universitario    |
| Sporting Tabaco     | 2–0       | Atlético Chalaco |
| Ciclista Lima       | 1–2       | Sucre            |

#### Fecha 10
Los partidos se jugaron el 29 de octubre de 1939.
| Equipo 1            | Resultado | Equipo 2         |
| ------------------- | --------- | ---------------- |
| Universitario       | 1–2       | Ciclista Lima    |
| Deportivo Municipal | 2–2       | Sporting Tabaco  |
| Atlético Chalaco    | 6–1       | Atlético Córdoba |
| Sport Boys          | 2–4       | Sucre            |

#### Fecha 11
Los partidos se jugaron el 5 de noviembre de 1939.
| Equipo 1            | Resultado | Equipo 2         |
| ------------------- | --------- | ---------------- |
| Deportivo Municipal | 5–2       | Atlético Córdoba |
| Universitario       | 2–0       | Sport Boys       |
| Ciclista Lima       | 6–2       | Atlético Chalaco |
| Sporting Tabaco     | 2–2       | Sucre            |

#### Fecha 12
Los partidos se jugaron el 12 de noviembre de 1939.
| Equipo 1         | Resultado | Equipo 2            |
| ---------------- | --------- | ------------------- |
| Atlético Chalaco | 0–1       | Universitario       |
| Ciclista Lima    | 0–5       | Deportivo Municipal |
| Sucre            | 0–0       | Atlético Córdoba    |
| Sporting Tabaco  | 0–3       | Sport Boys          |

#### Fecha 13
Los partidos se jugaron el 19 de noviembre de 1939.
| Equipo 1            | Resultado | Equipo 2        |
| ------------------- | --------- | --------------- |
| Universitario       | 5–3       | Sporting Tabaco |
| Atlético Chalaco    | 1–2       | Sport Boys      |
| Deportivo Municipal | 1–3       | Sucre           |
| Atlético Córdoba    | 1–2       | Ciclista Lima   |

#### Fecha 14
Los partidos se jugaron el 27 de noviembre de 1939.
| Equipo 1        | Resultado | Equipo 2            |
| --------------- | --------- | ------------------- |
| Sport Boys      | 2–3       | Deportivo Municipal |
| Sucre           | 3–1       | Atlético Chalaco    |
| Universitario   | 7–1       | Atlético Córdoba    |
| Sporting Tabaco | 6–2       | Ciclista Lima       |

## Campeón
|                         |
| Campeón Nacional        |
| Universitario 3° título |

## Máximos goleadores
| Jugador           | Equipo                    | Goles |
| ----------------- | ------------------------- | ----- |
| Lolo Fernández    | Universitario de Deportes | 15    |
| Jorge Díaz        | Atlético Chalaco          | 11    |
| Óscar Espinar     | Deportivo Municipal       | 10    |
| J. Souza Ferreyra | Atlético Córdoba          | 8     |
| Leonidas Sotelo   | Ciclista Lima             | 7     |
| Raúl Vargas       | Atlético Córdoba          | 7     |
| Antonio Delgado   | Sport Boys                | 7     |
| Roberto Morales   | Sporting Tabaco           | 7     |